# 陳連陞
陳連陞（?—1841年），湖北鶴峯人。行伍出身，從征川、楚、陝教匪，湖南、廣東逆瑤數有功。累擢增城營參將。1839年，在官涌之戰破英兵，擢三江協副將，調守沙角砲臺。1841年英艦來犯，連陞率子陳長鵬以六百兵對抗數千英軍，發地雷扛砲斃敵數百英軍，最終因孤軍無援，父子一同戰死。事聞，詔嘉其父子忠孝兩全，入祀昭忠祠，並建專祠，加等依總兵例賜卹，予騎都尉世職，子陳展鵬襲，陳起鵬賜舉人。

## 延伸阅读
[在维基数据编辑]
 《清史稿·卷372》，出自趙爾巽《清史稿》